# Uriel da Costa
Pour les articles homonymes, voir Da Costa et Acosta.
Uriel da Costa, également connu sous son nom chrétien Gabriel da Costa (en latin : Urielis Acosta), est un philosophe portugais du XVIIe siècle (Porto, vers 1585 - Amsterdam, avril 1640).
D’ascendance marrane, il émigre à Amsterdam aux Provinces-Unies pour s’y convertir au judaïsme qu’il se figure être conforme à sa lecture littérale de la Bible. Il y découvre cependant que le judaïsme regorge de croyances issues de la Torah orale, qu’il juge également contraires à son entendement. Il passera sa vie à combattre ce qu’il considère comme l’irrationalité des doctrines juives et chrétiennes, théorisant dans ses derniers écrits une religion de la raison. Marginalisé par ces deux sociétés en raison de ces idées, il se suicide par balle.
Par son histoire personnelle et par ses croyances rationalistes, il préfigure Baruch Spinoza. Il fournit par ailleurs l’inspiration pour plusieurs classiques du théâtre yiddish où il apparaît comme une figure tragique, victime de l’intolérance des milieux juifs orthodoxes.

## Biographie
Gabriel da Costa Fiuza, natif de Porto au Portugal, est le fils d'un fervent chrétien, Bento da Costa, et d'une marrane pratiquant secrètement le judaïsme. Lui-même reçoit une éducation chrétienne et étudie le droit canon à l’université de Coimbre, avant de devenir trésorier d’une église collégiale.
À 22 ans et peu avant la mort de son père, selon son propre récit, des doutes relatifs à l’immortalité de l’âme commencent à l’habiter. Ses réflexions l’amènent à lire la Torah et à s’auto-convertir à ce qu’il se figure être le judaïsme (son adhésion au judaïsme fait l’objet d’une réévaluation des historiens qui jugent plus probable qu’il ait été un réformateur chrétien avant de se tourner plus tard vers le judaïsme). En raison des persécutions espagnoles et portugaises contre les Juifs, il doit alors quitter son pays avec sa mère et ses frères. La famille séjourne au Brésil puis arrive vers 1612 à Amsterdam, rare endroit où les Juifs peuvent librement exercer leur culte à cette époque. Lors de sa conversion officieuse, il prend le nom d’« Uriel ».

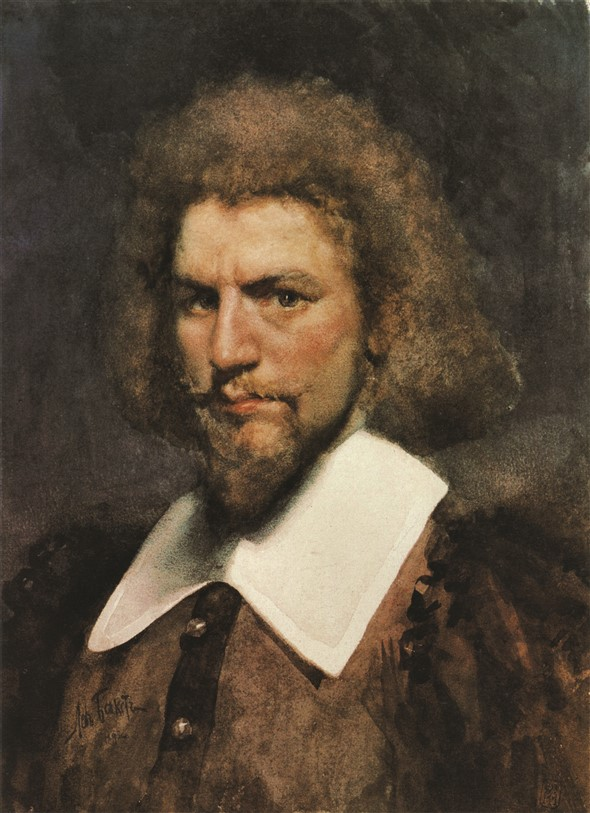
Uriel da Costa, un portrait imaginaire (1897) par Leon Bakst

Le nouveau converti déchante rapidement, constatant que le judaïsme — qui doit autant à la Bible qu’à ses interprétations et traditions rabbiniques — ressemble peu au « biblisme » qu’il a secrètement cultivé. Percevant les traditions rabbiniques comme figées dans d'inutiles cérémonials étrangers à la loi mosaïque, il en conçoit un vif rejet. En 1616, il part à Hambourg et y publie Propostas contra a tradiçao (Propositions contre la tradition), s’élevant contre le Talmud et la culture rabbinique. Ce livre est composé de dix thèses constituant une critique du Talmud et affirmant « la vanité et l'invalidité des traditions et commandements des pharisiens ». Son catalogue des discordances entre le texte biblique qu’il respecte et la ‘Loi orale’ qu’il rejette, s’égrène en objections numérotées. Elles sont de nature théologique (pourquoi faudrait-il compléter les commandements de Dieu par des commentaires humains ?), historique (qui peut croire sérieusement qu’une tradition puisse être transmise oralement sans déformation ?) et philosophique (comment accepter des prescriptions et des interdictions qui défient la raison ?).
Le rabbin Samuel da Silva, contemporain de da Costa, écrit que ce dernier croyait que « la loi orale (du Talmud) était des mensonges et faussetés, que la loi écrite n'a pas besoin d'explications de la sorte et que lui et d'autres pouvaient le prouver. Il affirme que les lois qui gouvernent Israël et le gouvernent lui-même encore n'étaient qu'une invention d'hommes ambitieux et méchants. Il affirme également qu'Israël pratique un culte étranger qu'il a l'intention de détruire ». Le rabbin accuse Da Costa de rejeter des coutumes fondamentales au judaïsme comme le port des téfilines et du talit, la pose des mezouzot et même la circoncision prescrite par la Bible. En réponse aux Propositions, un herem (équivalent juif de l’anathème et du bannissement) est prononcé contre lui en 1618 par Léon de Modène qui dirige la congrégation juive de Venise. Chassé de Hambourg, Da Costa revient à Amsterdam, et continue à professer les mêmes théories à travers un nouvel ouvrage. La communauté d'Amsterdam confirme le ḥerem en 1623.
Outre les rites et la loi orale, Uriel da Costa nie également l'immortalité de l'âme, question qui n'a cessé de le hanter. Pour lui, l'âme est aussi périssable que le corps, et il n'y a par conséquent ni vie post-mortem, ni jugement. Il dénonce également les espérances et superstitions liées à cette illusion. Il expose ses thèses — en les fondant sur la loi mosaïque — dans Exame das tradições farisaicas (Examen des traditions pharisiennes), publié en 1624. Cette fois-ci, le livre offense non seulement la communauté juive mais aussi les chrétiens ; il est donc arrêté par les autorités de la ville, emprisonné une dizaine de jours, condamné à une amende et voit son œuvre brûlée dont on pensait alors qu'il n'en resterait plus aucune copie.

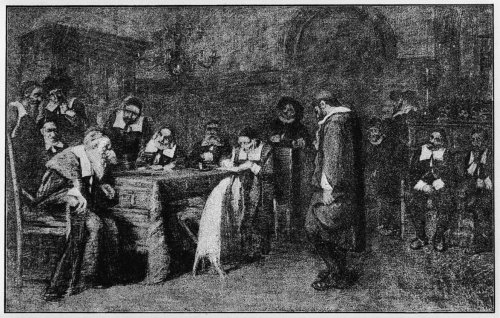
L'excommunication d'Uriel da Costa (1888) par Meijer de Haan a pris 8 ans de travail, a reçu un énorme contrecoup, a disparu peu de temps après et est disparue jusqu'à ces jours.

La pensée de Da Costa se radicalise encore par la suite. Il en vient à douter de la nature divine, ou au moins révélée de la loi mosaïque, celle-ci étant selon lui trop contraire à la loi naturelle pour procéder de Dieu. Ainsi considère-t-il que toute religion est une invention humaine. Aux rites vides de sens selon lui, il préfère une religion basée sur des lois naturelles. Dans le même temps, il tente de se réconcilier avec la communauté juive, pour rompre son isolement, acceptant de « faire [...] le singe entre les singes ». Il lui est cependant impossible de se plier longtemps à l'orthodoxie.
De nouveau convaincu d'hérésie, il est victime d'un second ḥerem en 1633, qui rompt ses fiançailles, et n'accepte pas immédiatement la peine permettant l'annulation de la mesure, à savoir la flagellation. Il s'y soumet sept ans plus tard, pour remédier à la pauvreté et à la solitude. Cependant, il ne supporte pas l'humiliation de la flagellation publique et du cérémonial, à la sortie de la synagogue, qui consiste pour chaque personne présente, à enjamber son corps. Après avoir achevé son autobiographie, Exemplar humanae vitae (Exemple d'une vie humaine), il se suicide en 1640.

## Influence

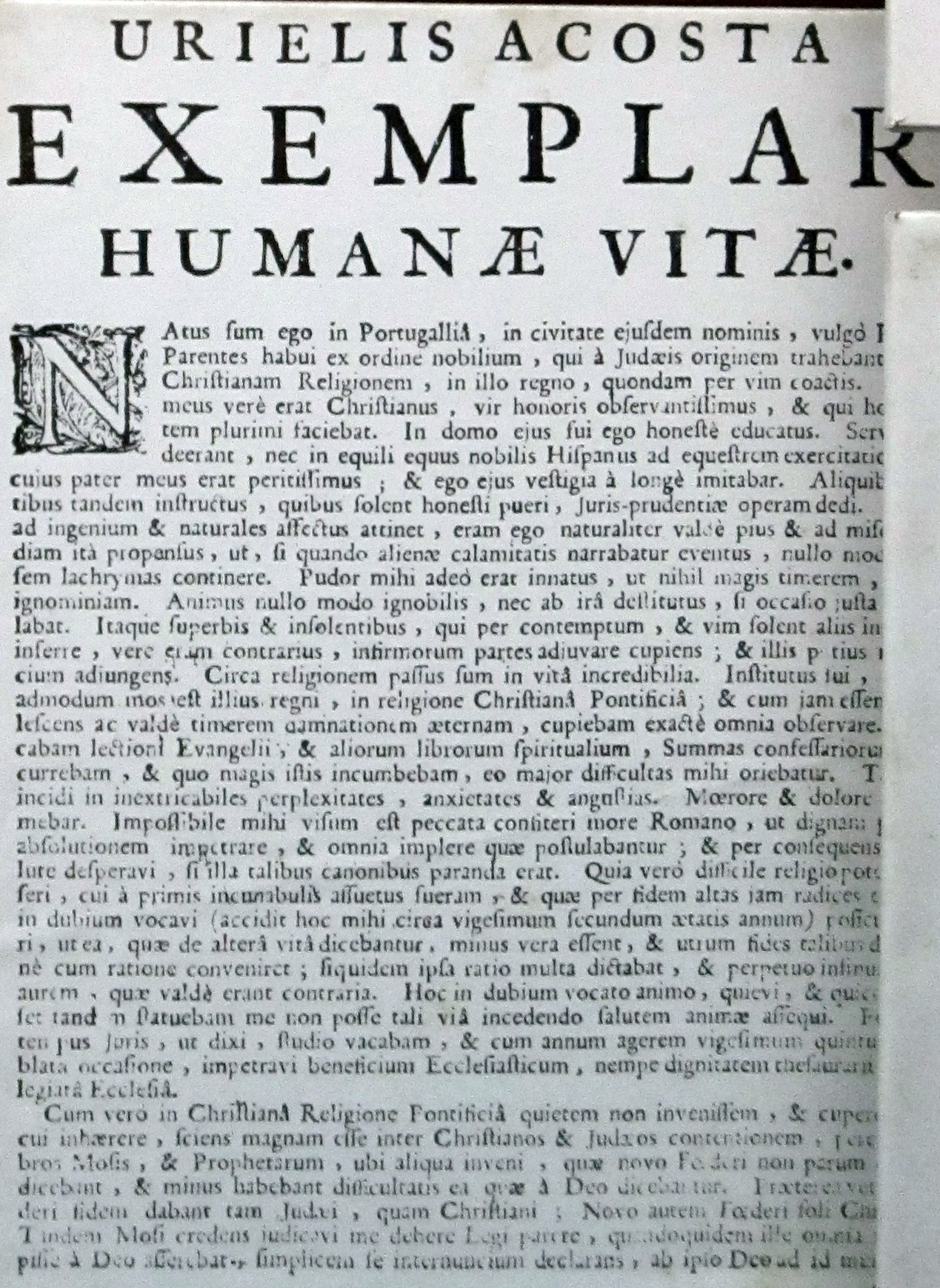
Exemplar Humanae Vitae publié après le suicide d'Uriel Acosta

En fin de compte, il y a eu de nombreuses façons de voir Uriel da Costa. De son vivant, son livre Examinations a inspiré non seulement la réponse de Silva, mais aussi le De Resurrectione Mortuorum (1636) plus durable de Menasseh ben Israel dirigé contre les " Sadducéens " et une liste dans l' Index des livres interdits.
Après sa mort, son nom est devenu synonyme de l'Exemplar Humanae Vitae. Müller a rendu public l'excommunication de Costa, pour faire valoir de manière anachronique que certains Juifs séfarades de son époque sont des sadducéens. Johann Helwig Willemer a fait la même remarque et a laissé entendre que cette hérésie extrême conduit au suicide. Pierre Bayle a rapporté assez amplement le contenu de l'Exemple, pour démontrer entre autres que questionner la religion sans recourir à la révélation conduirait à une misérable infidélité.
Le Siècle des Lumières plus tard a vu la religion rationnelle de Costa plus tolérante. Herder l'a salué comme un croisé de la croyance authentique. Voltaire a noté qu'il avait quitté le judaïsme pour la philosophie. Reimarus a embrassé l'appel de Costa pour avoir un statut juridique basé sur les sept lois de Noé, lorsqu'il a avancé un argument analogue selon lequel les États chrétiens devraient être au moins aussi tolérants envers les déistes modernes que l'avaient été les anciens Israélites.
Au sein du judaïsme, il a été considéré à la fois comme un hérétique fauteur de troubles ou comme un martyr contre l'intolérance de l'establishment rabbinique. Il a également été considéré comme le précurseur de Baruch Spinoza et de la critique biblique moderne.
Costa est également révélateur de la difficulté que de nombreux Marranes ont rencontrée à leur arrivée dans une communauté juive organisée. En tant que crypto-juif dans la péninsule ibérique, il a lu la Bible et en a été impressionné. Pourtant, face à une communauté rabbinique organisée, il n'a pas été également impressionné par la doctrine rituelle et religieuse établie du judaïsme rabbinique, telle que la loi orale. Comme da Costa lui-même l'a souligné, la doctrine traditionnelle pharisienne et rabbinique avait été contestée dans le passé par les sadducéens et aujourd'hui par les karaïtes.

## Œuvres

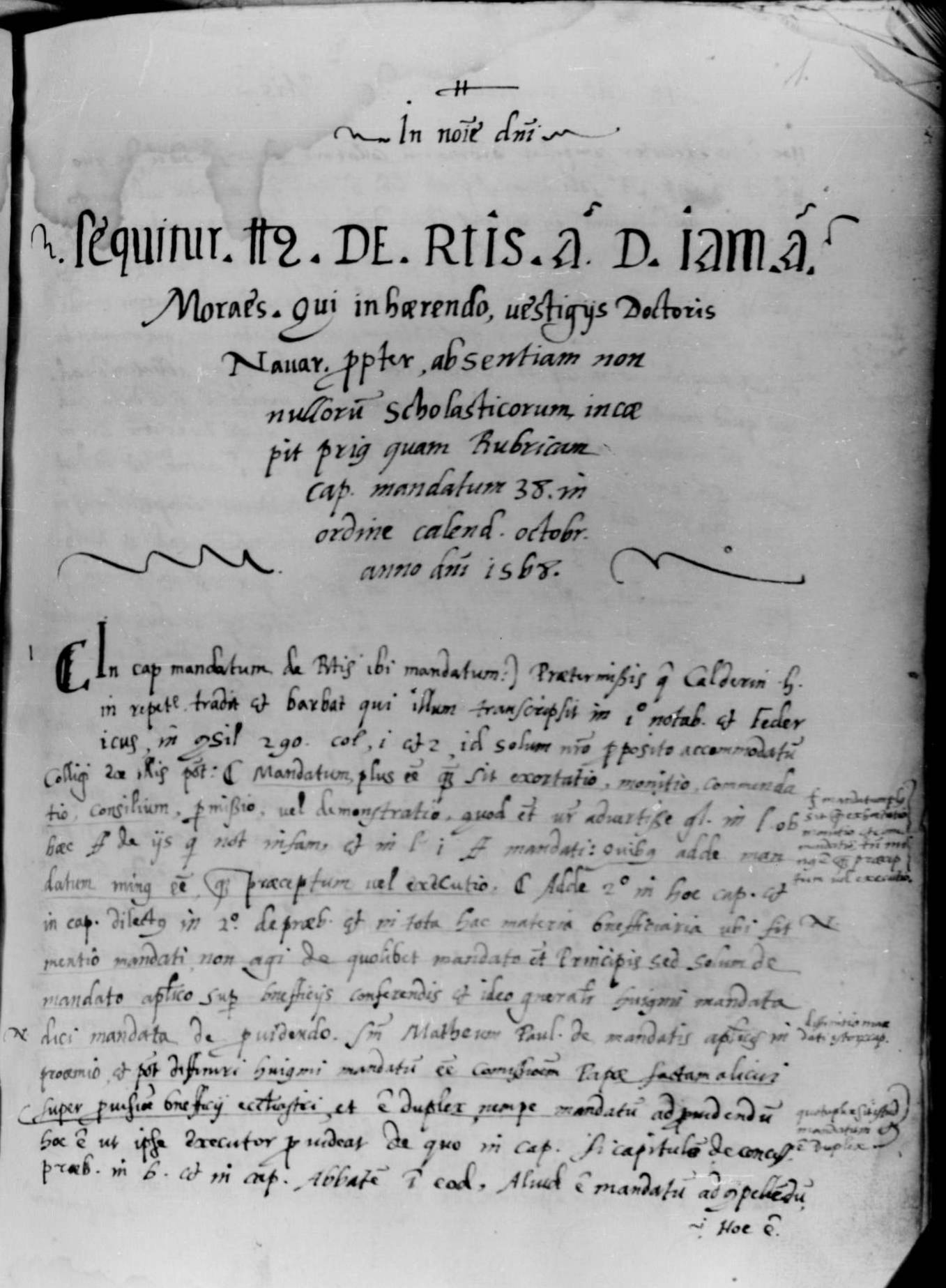
Repetitio ad D. 41.2, 16e siècle manuscrit. Real Biblioteca del Monasterio de San Lorenzo de El Escorial, Manuscritos latinos, K.II.2, ff. 522-550.

- Propositions contre la tradition (portugais : Propostas contra a tradição), ca. 1616
- Examen des traditions pharisiennes (portugais : Exame das tradições farisaicas), 1623
- Exemple d'une vie humaine (latin : Exemplar humanae vitae), 1640 (Disponible en ligne)
- Une vie humaine, intro. et tr. A.-B. Duff et Pierre Kaan, F. Rieder et cie éditeurs, coll. « Judaïsme » (no 3), Paris, 1926 (Disponible en ligne)
- (en) Examination of Pharisaic traditions, supplemented by Semuel da Silva's Treatise on the Immortality of the Soul, E. J. Brill, intro. et tr. H.P. Salomon et I.S.D. Sassoon, coll. « Brill's studies in intellectual history » (vol. 44), Leiden, 1996  (ISBN 90-04-09923-9)  (ISSN 0920-8607) (Aperçu sur Google Books)
- Image d'une vie humaine : Exemplar Humanae vitae, préf. Daniel Bensaid, Climats, Paris, 2006  (ISBN 9782841581917) (Présentation en ligne)